# Bryodelphax tatrensis
Bryodelphax tatrensis är en djurart som tillhör fylumet trögkrypare, och som först beskrevs av Barbara Wêglarska 1959.  Bryodelphax tatrensis ingår i släktet Bryodelphax och familjen Echiniscidae. Inga underarter finns listade i Catalogue of Life.